# Xunta de Galicia
De Xunta de Galicia (Spaans: Junta de Galicia) is de regionale regering van de Spaanse autonome gemeenschap Galicië. De regering zetelt in de Galicische hoofdstad Santiago de Compostella, en bestaat uit een president die vicepresidenten en conselleiros. Die laatste functie is vergelijkbaar met het ministerschap in een nationale regering. 
De huidige president van de Xunta de Galicia is Alfonso Rueda.